# Mario Urbani
Mario Urbani (Pola, 16 giugno 1919 – Roma, 25 dicembre 1995) è stato un calciatore italiano, di ruolo centrocampista o attaccante.

## Carriera
Giocò per un anno in Serie A con la Triestina, nel ruolo di ala.
Ritiratosi dal calcio diviene preparatore atletico a Roma: usa con successo metodi innovativi di riabilitazione fisica, precorrendo i tempi, avendo in cura tra l'altro atleti molto famosi: Pelè, Suarez e Rinaldi
. Fonda diverse palestre a Roma dove viene continuata l'attività di preparazione atletica da parte del figlio Paolo e del nipote Mario.